# Чувашский левый социалистический комитет
Чувашский левый социалистический комитет (ЧЛСК) — общественно-политическая чувашская национальная организация в Казани, действовавшая в 1918 году и объединявшая социалистические партии и политические группы в Казанской губернии, которые признавали советскую власть. Комитет претендовал на политическое руководство чувашским народом, чувашскими организациями и учреждениями.

## История
Комитет зародился после Октябрьской революции в феврале 1918 году в левом крыле Центрального чувашского военного совета и был организован 5 марта 1918 в городе Казани. Комитет состоял, главным образом, из бывших военнослужащих и учащейся молодёжи. В составе комитета имелись фракции левых эсеров (самая крупная) и социалистов-националистов чувашских, а также беспартийных членов (около трети состава), отдельных представителей большевиков и меньшевиков-интернационалистов. Всего в комитете состояло более 30 человек. Руководящим органом являлся исполнительный комитет (президиум).
Представителями комитета были укомплектованы штаты Комиссариата по чувашским делам при Казанском губернском совете, Чувашского отдела при Народном комиссариате по делам национальностей РСФСР, редколлегии газеты «Канаш» (комитет являлся её соучредителем с 22 марта 1918).
Комитет делегировал своих представителей на съезды советов и в отдельные учреждения Казанской губернии по управлению экономикой и народным образованием, направлял агитаторов на места, принимал участие в организации общечувашских съездов.
Комитет проводил совместные заседания с Комиссариатом по чувашским делам при Казанском губернском совете, Чувашским отделом при Народном комиссариате по делам национальностей РСФСР, чувашской фракцией исполкома Казанского губернского совета крестьянских депутатов.
Комитет призывал чувашей к защите завоеваний революции, осуждал Брестский мир, выступал против хлебной монополии, реквизиций и других мероприятий Советов по ограничению крестьянства. С началом Гражданской войны в комитете усилились разногласия между его членами.
В начале июля 1918 года лидеры социалистов-националистов чувашских — Д. П. Петров и А. А. Спиридонов — в знак протеста против действий фракции левых эсеров и большевиков, покинули комитет. После этого комитет стал левоэсеровским. В то же время среди его членов стали наблюдаться расхождения во взглядах (А. П. Милли осудил восстание левых эсеров в Москве 6-7 июля 1918). В июле — начале августа 1918 года комитет критиковал меры большевиков по отношению к левым эсерам.
6-7 августа 1918 года после того как Казань была захвачена Народной армией КОМУЧа и белочехами комитет был ликвидирован. Часть бывших членов перешли к правым эсерам (Н. И. Рубачёв и другие). 28 сентября 1918 семь бывших членов комитета (А. П. Лбов, И. С. Максимов-Кошкинский, Д. С. Эльмень и др.) организовали в Казани Чувашский коммунистический комитет.

## Руководство комитета
Председатели комитета: Г. Я. Ковалевский (с марта), А. П. Лбов (с 12 мая), Д. П. Петров (с конца мая), А. Д. Краснов (с начала июля до 6 августа).